# Litevské království (1918)
Litevské království (litevsky Lietuvos Karalystė, německy Königreich Litauen) je označení pro dvě krátká historická období, kdy bylo území dnešní Litvy královstvím.

## Historie

### 1918

Litevské království v roce 1918

Třetí a nejkratší období Litvy jako království nastalo v roce 1918. Od začátku první světové války se území Litvy stalo rusko-německým bojištěm. Němci pronikli z Pruska na podzim roku 1915 a celou Litvu obsadili. Litva byla administrativně zařazena do skupiny Ober Ost (Horní východ). Podle plánů německého velení se měla spolu s ostatními zeměmi tzv. Mitteleuropy stát loutkovým německým státem. Německo přišlo s několika návrhy na připojení Litvy ke svému území, například formou personální unie s Německým císařstvím resp. Pruským královstvím, ale Litevci tyto návrhy zásadně odmítali. A tak 16. února 1918 vyhlásila Litevská rada (Lietuvos taryba) obnovení nezávislosti Litvy s hlavním městem Vilniusem. Jako nejlepší prostředek k uhájení nově vzniklé nezávislosti se rada rozhodla k obnovení domácí monarchie.

### Kandidáti na trůn

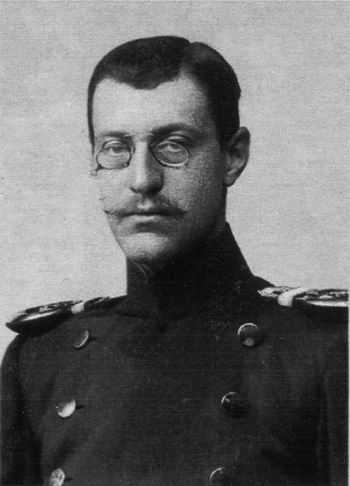
Vilém Württemberský, vévoda z Urachu, zvolený králem pod jménem Mindaugas II.

Jelikož jakákoliv forma personální unie Litvy s Pruskem nebyla v zájmu Litevců, kteří hodlali uhájit novou nezávislost, odmítali také aby se novým panovníkem stal nejmladší syn císaře Viléma II. princ Joachim.
Kromě samotných Litevců se možná expanze protestantského Pruska v katolické Litvě nelíbila katolickému Bavorsku a Sasku. Sasko navíc navrhovalo jako kandidáta na trůn prince Fridricha Kristiána, druhorozeného syna saského krále Fridricha Augusta III., především díky historickým vazbám na polsko-litevský stát (3 z jeho předků byli litevskými velkoknížaty a polskými králi).
Nakonec 4. června 1918 nabídla litevská rada trůn Vilémovi Württemberskému, vévodovi z Urachu. Ve výběru hrála roli katolická víra, úspěšná vojenská kariéra a také i to, že jeho manželka byla potomkem dvou litevských velkoknížat, zvolených v 18. století (stejně jako princ Fridrich Kristián). Vilém nabídku přijal a 11. července 1918 roku byl zvolen králem pod jménem Mindaugas II. Německo toto rozhodnutí neakceptovalo, a králi Mindaugasovi proto bylo znemožněno do Litvy vůbec přijet. Mindaugas se nicméně ihned začal učit litevsky a obdržel dopis od papeže Benedikta XV., který vítal jeho výběr jako krále Litvy a blahopřál mu.

### Prohlášení republiky
Když nicméně na sklonku roku 1918 bylo zřejmé, nejenže Německo prohraje válku, ale také že v kurzu se vlivem Francie a USA ocitnou republiky, snažila se Litevská rada rychle se zbavit všech svých vazeb na Německo a také na monarchistickou vládu, a tak král Mindaugas II. do Litvy nikdy nepřijel. 2. listopadu 1918 vzala litevská rada formálně zpět svou nabídku trůnu a navrhla novou provizorní ústavu, která nechala rozhodnutí mezi monarchií a republikou na ústavodárném shromáždění. Ústavodárné shromáždění však už se myšlenkou monarchie vůbec nezabývalo a rovnou přijalo novou ústavu Litvy jako republiky.